# Silver Pictures
Silver Pictures est une société de production fondée en 1980. Elle est installée dans les studios de Warner Bros. à Burbank en Californie. Joel Silver en est le président du conseil d'administration.
Elle est principalement connue pour des séries de films L'Arme fatale, Matrix, les deux premiers Die Hard, Predator et Sherlock Holmes.

## Filmographie

### Films

#### Années 1980-1990
- 1985 : Comment claquer un million de dollars par jour (Brewster's Millions) de Walter Hill
- 1985 : Une créature de rêve (Weird Science) de John Hughes
- 1985 : Commando de Mark L. Lester
- 1986 : Jumpin' Jack Flash de Penny Marshall
- 1987 : L'Arme fatale (Lethal Weapon) de Richard Donner
- 1987 : Predator de John McTiernan
- 1988 : Action Jackson de Craig R. Baxley
- 1988 : Piège de cristal (Die Hard) de John McTiernan
- 1989 : Road House de Rowdy Herrington
- 1989 : L'Arme fatale 2 (Lethal Weapon 2) de Richard Donner
- 1990 : 58 minutes pour vivre (Die Hard 2) de Renny Harlin
- 1990 : Les Aventures de Ford Fairlane (The Adventures of Ford Fairlane) de Renny Harlin
- 1990 : Predator 2 de Stephen Hopkins
- 1991 : Hudson Hawk, gentleman et cambrioleur (Hudson Hawk) de Michael Lehmann
- 1991 : Ricochet de Russell Mulcahy
- 1991 : Le Dernier Samaritain (The Last Boy Scout) de Tony Scott
- 1992 : L'Arme fatale 3 (Leathal Weapon 3) de Richard Donner
- 1993 : Demolition Man de Marco Brambilla
- 1994 : Le Grand Saut (The Hudsucker Proxy) de Joel et Ethan Coen
- 1994 : Richie Rich de Donald Petrie
- 1995 : Assassins de Richard Donner
- 1995 : Fair Game d'Andrew Sipes
- 1996 : Ultime décision (Executive Decision) de Stuart Baird
- 1997 : Drôles de pères (Fathers' Day) d'Ivan Reitman
- 1997 : Complots (Conspiracy Theory) de Richard Donner
- 1997 : Minuit dans le jardin du bien et du mal (Midnight in the Garden of Good and Evil) de Clint Eastwood
- 1998 : L'Arme fatale 4 (Lethal Weapon 4) de Richard Donner
- 1999 : Matrix (The Matrix) des Wachowski

#### Années 2000-2010
- 2000 : Donjons et Dragons (Dungeons & Dragons) de Courtney Solomon
- 2000 : Roméo doit mourir (Romeo Must Die) d'Andrzej Bartkowiak
- 2001 : Hors limites (Exit Wounds) d'Andrzej Bartkowiak
- 2001 : Opération Espadon (Swordfish) de Dominic Sena
- 2003 : En sursis (Cradle 2 The Grave) d'Andrzej Bartkowiak
- 2003 : Matrix Reloaded (The Matrix Reloaded) des Wachowski
- 2003 : Matrix Revolutions (The Matrix Revolutions) des Wachowski
- 2005 : Kiss Kiss Bang Bang de Shane Black
- 2006 : V pour Vendetta (V for Vendetta) de James McTeigue
- 2007 : Invasion (The Invasion) d'Oliver Hirschbiegel
- 2007 : À vif (The Brave One) de Neil Jordan
- 2007 : Frère Noël (Fred Claus) de David Dobkin
- 2008 : Speed Racer des Wachowski
- 2009 : Ninja Assassin de James McTeigue
- 2009 : Sherlock Holmes de Guy Ritchie
- 2010 : Le Livre d'Eli (The Book of Eli) d'Albert et Allen Hughes
- 2011 : Sherlock Holmes : Jeu d'ombres (Sherlock Holmes: A Game of Shadows) de Guy Ritchie
- 2012 : Projet X (Project X) de Nima Nourizadeh
- 2012 : Dragon Eyes de John Hyams
- 2012 : Piégés (Stash House) d'Eduardo Rodriguez
- 2012 : El Gringo d'Eduardo Rodriguez
- 2014 : Non-Stop de Jaume Collet-Serra
- 2015 : Gunman (The Gunman) de Pierre Morel
- 2016 : The Nice Guys de Shane Black
- 2016 : No Way Out (Collide) d'Eran Creevy
- 2017 : Bienvenue à Suburbicon (Suburbicon) de George Clooney
- 2018 : Superfly de Director X

### Années 2020
- 2024 : Road House de Doug Liman

### Télévision
- 1999-2000 : Action
- 1999-2000 : The Strip
- 2000 : Freedom
- 2004 : Next Action Star
- 2004-2007 : Veronica Mars
- 2007-2008 : Moonlight
- 2012 : My Friends Call Me Johnny

## Dark Castle Entertainment
Dark Castle Entertainment est une ancienne division de Silver Pictures., créée en 1998 par Joel Silver, Gilbert Adler (en) et Robert Zemeckis. Dark Castle Entertainment tire son nom de William Castle, un réalisateur de films d'horreur des années 1950 et 1960. Elle est installée à San José en Californie. Lors de sa création, la société de production s'était donnée pour objectif de lancer un film d'horreur à budget réduit tous les ans vers la période d'Halloween .
En 2012, Joel Silver quitte Warner Bros pour Universal Pictures. La société de distribution s'engage alors à sortir deux à trois films de Silver Pictures par an. Dark Castle Entertainment, toujours sous contrat de distribution avec Warner Bros, devait également passer chez Universal en 2013. En 2015, Dark Castle est acquise par Daryl Katz (en) et son groupe de divertissement nord-américain, OEG Inc. (en).,spécialisé dans le divertissement et le sport. Hal Sadoff est alors nommé CEO.